# Peter Weber
Peter Weber (Finsterwalde, Alemania, 22 de diciembre de 1938) es un gimnasta artístico alemán medallista de bronce olímpico en 1954 y en 1968 en el concurso por equipos.

## Carrera deportiva
En los JJ. OO. de Tokio 1964 ganó el bronce en el concurso por equipos, representando al Equipo Unificado Alemán, quedando situados en el podio tras Japón y la Unión Soviética y siendo sus compañeros: Philipp Fürst, Erwin Koppe, Klaus Köste, Günter Lyhs y Siegfried Fülle.
En el Mundial de Dortmund 1966 vuelve a ganar el bronce por equipos, esta vez representando a Alemania del Este.
Y en los JJ. OO. de México 1968 gana la medalla de bronce en el concurso por equipos, tras Japón y la Unión Soviética, siendo sus compañeros de equipo: Matthias Brehme, Gerhard Dietrich, Gunter Beier, Klaus Köste y Siegfried Fülle. 